# Wormwood (miniserie)
Wormwood (estilizado como 'WORMWO0D') es una miniserie de docudrama estadounidense de seis partes de 2017 dirigida por Errol Morris y estrenada en Netflix el 15 de diciembre de 2017. La serie se basa en la vida de un científico, Frank Olson, que trabajó para un programa secreto de guerra biológica del gobierno (USBWL) en Fort Detrick, Maryland. Se enfoca en los eventos previos y posteriores a su controvertida muerte, que el gobierno de los EE. UU. originalmente afirmó que fue un trágico accidente, pero luego admitió que probablemente fue un suicidio, causado por un colapso mental provocado después de haber sido dosificado con LSD sin saberlo, mientras estaba en un reunión con colegas de la CIA que estaban involucrados en el Proyecto MKUltra. También sigue al hijo de Frank Olson en la actualidad y analiza su creencia de que su padre pudo haber sido asesinado debido a que se lo percibía como un riesgo potencial para la seguridad. Intercaladas entre entrevistas y material de archivo, hay recreaciones de acción en vivo de los últimos días de la vida de Frank Olson y las diversas teorías que involucran su muerte.

## Producción
Para ser elegible para el Premio de la Academia a la Mejor Película Documental en los 90 Premios de la Academia, la serie se redujo a una función continua después de que la Academia de Artes y Ciencias Cinematográficas (AMPAS) dictaminó que la serie documental de varias partes (como 2017 ganador DO: Made in America) no eran elegibles. Sin embargo, la serie fue rechazada por AMPAS para la categoría de largometraje documental, aunque sigue siendo elegible en todas las demás categorías.

## Recepción
En el sitio web del agregador de reseñas Rotten Tomatoes, la serie tiene un índice de aprobación del 90% basado en 39 reseñas y una calificación promedio de 7.8/10.